# 張夢連
張夢連，直隶天津府静海縣人，清朝政治人物，同进士出身。
嘉慶十九年（1814年），登进士，授順天府教授。